# King George (Virginia)
King George település az Amerikai Egyesült Államok Virginia államában, King George megyében, melynek megyeszékhelye is. Lakosainak száma 4970 fő (2020. április 1.).

## Népesség
A település népességének változása:

| 2010 | 4 457 |
| 2020 | 4 970 |